# Bolsa de Falaise
A Bolsa de Falaise ou Batalha da Bolsa de Falaise (12–21 de Agosto de 1944) foi o confronto decisivo da mais abrangente Batalha da Normandia durante a Segunda Guerra Mundial. As forças alemãs do Grupo de Exércitos B, 7.º Exército e 5.º Exército Panzer (anterior Panzergruppe West), posicionaram-se em redor de Falaise, e foram cercadas pelas tropas aliadas. A batalha também é referida como Batalha da Abertura de Falaise, devido ao corredor que os alemães procuraram manter para permitir a sua fuga, e algumas vezes referida como a Bolas de Chambois, Bolsa de Falaise-Chambois Pocket, Bolsa de Argentan–Falaise ou Abertura de Trun–Chambois. A batalha acabou com a destruição da maior parte do Grupo de Exércitos B a oeste do rio Sena, que abriu o caminho em direcção a Paris e à fronteira alemã às forças aliadas.
No seguimento da Operação Cobra, a transposição das defesas alemãs nas praias da Normandia, o avanço do 3.º Exército dos Estados Unidos em direcção a sul e sudeste, sob o comando do general George S. Patton, foi rápido. Apesar da falta de meios para derrotar o avanço das tropas norte-americanas e, em simultâneo, fazer frente à ofensiva britânica e canadiana a sul de Caumont e Caen, o marechal-de-campo Günther von Kluge, comandante do Grupo de Exércitos B, não obteve permissão de Adolf Hitler para retirar, e recebeu ordens para dar início a uma contra-ofensiva em Mortain para bloquear o avanço americano. As quatro divisões panzer mobilizadas para a ofensiva não foram suficientes para derrotar o 1.º Exército dos Estados Unidos. A Operação Lüttich foi um desastre, o que enfraqueceu ainda mais os alemães dentro do cerco Aliado.
A 8 de Agosto, o comandante das forças terrestres Aliadas, general Bernard Montgomery, deu ordens aos exércitos Aliados para se dirigirem para a zona de Falaise–Chambois e cercar o Grupo de Exércitos B; o 1.º Exército americano posicionava-se a sul, o 2.º Exército britânico no centro, e o 1.º Exército canadiano a norte do cerco. Os alemães começaram a retirar-se em 17 de Agosto, e a 19 os Aliados completaram o envolvimento em Chambois. Algumas partes do cerco foram furadas por contra-ataques alemães, sendo o maior um corredor através da 1.ª Divisão Blindada polaca em Hill 262, uma posição de controlo na entrada da bolsa. Na tarde de 21 de Agosto, a bolas estava sob cerco total, com cerca de 50 mil alemães presos no seu interior. Muitos deles escaparam, mas as perdas em homens e equipamento foram enormes. Dois dias mais tarde, a Paris foi libertada e, a 30 de Agosto, o que sobrou do Grupo de Exércitos B fugiu através do Sena, terminando, assim, a Operação Overlord.

## Antecedentes

### Operação Overlord
Os primeiros objetivos aliados na sequência da invasão do dia D da França ocupada pelos alemães incluíram o porto de águas profundas de Cherbourg e a área que cercava a cidade de Caen. Os ataques aliados para expandir a cabeça de ponte derrubaram rapidamente as tentativas iniciais alemãs de destruir a força de invasão, mas o mau tempo no Canal da Mancha atrasou a acumulação aliada de suprimentos e reforços, ao mesmo tempo em que permitiu que os alemães movessem tropas e fornecessem menos interferência das forças aéreas aliadas. Cherbourg não foi capturado pelo VII Corpo de Exército dos Estados Unidos até 27 de junho e a defesa alemã de Caen durou até 20 de julho, quando os distritos do sul foram ocupados pelos britânicos e canadenses na Operação Goodwood e Operação Atlantic.
O general Bernard Montgomery, comandante das forças terrestres aliadas, planejava uma estratégia de atrair as forças alemãs para o extremo leste da cabeça de ponte contra o exército britânico e canadense, enquanto o 1.º Exército dos Estados Unidos avançava pelo lado oeste da península Cotentin até Avranches. Em 25 de julho, o comandante do 1.º Exército dos Estados Unidos, o tenente-general Omar Bradley começou a Operação Cobra. O 1.º Exército dos Estados Unidos atravessou as defesas alemãs perto de Saint-Lô e, no final do terceiro dia, havia avançado 24 km ao sul da sua linha de partida em vários pontos. Em 30 de julho, Avranches foi capturada e, dentro de 24 horas, o VIII Corpo de Exército do Terceiro Exército dos Estados Unidos cruzou a ponte em Pontaubault para a Bretanha e continuou ao sul e oeste por um país aberto, quase sem resistência.

### Operação Lüttich
O avanço dos Estados Unidos foi rápido e, em 8 de agosto, Le Mans, o antigo quartel-general do 7.º Exército alemão, havia sido capturado. Após a Operação Cobra, a Operação Bluecoat e a Operação Spring, o exército alemão na Normandia ficou tão reduzido que "apenas alguns fanáticos da SS ainda alimentavam esperanças de evitar a derrota". Na Frente Oriental, havia começado a Operação Bagration contra o Centro de Grupos do Exército, o que não impossibilitava o reforço da Frente Ocidental. Adolf Hitler enviou uma diretiva ao marechal de campo Günther von Kluge, o comandante substituto do Grupo de Exércitos B após o saque de Gerd von Rundstedt, ordenando "um contra-ataque imediato entre Mortain e Avranches" para "aniquilar" o inimigo e fazer contato com os costa oeste da península de Cotentin.
Oito das nove divisões Panzer na Normandia deveriam ser usadas no ataque, mas apenas quatro podiam ser preparadas a tempo. Os comandantes alemães protestaram que suas forças eram incapazes de uma ofensiva, mas os avisos foram ignorados e a Operação Lüttich começou em 7 de agosto em torno de Mortain. Os primeiros ataques foram feitos pela 2ª Divisão Panzer, a Divisão SS Leibstandarte e a Divisão SS Das Reich, que tinham apenas 75 Panzer IV, 70 Panthers e 32 armas de propulsão. Os Aliados foram avisados por interceptações de sinais Ultra e, embora a ofensiva tenha continuado até 13 de agosto, a ameaça da Operação Lüttich havia terminado em 24 horas. A operação levou as mais poderosas unidades alemãs restantes a serem derrotadas no lado oeste da península de Cotentin pelo Primeiro Exército dos EUA e a frente da Normandia à beira do colapso. Bradley disse:
| “ | Esta é uma oportunidade que chega a um comandante não mais do que uma vez em um século. Estamos prestes a destruir um exército hostil inteiro e percorrer todo o caminho daqui até a fronteira alemã. | ” |

### Operação Totalize

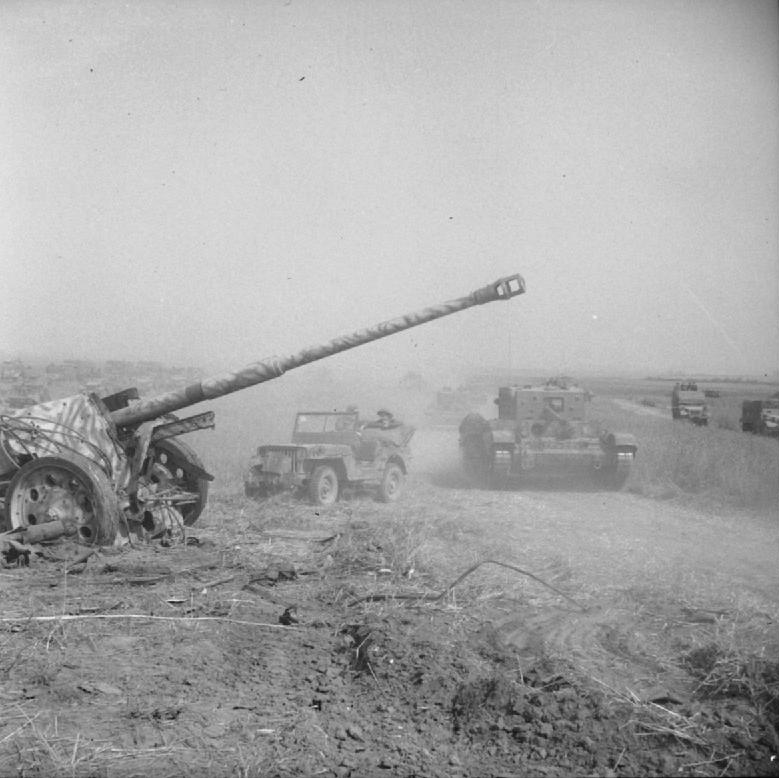
Um tanque Cromwell e um jipe Willys MB passando por um canhão anti-tanque alemão, abandonado durante o Totalize

O primeiro exército canadense recebeu ordens de capturar terras altas ao norte de Falaise para prender o grupo de exército B. Os canadenses planejaram a Operação Totalize, com ataques de bombardeiros estratégicos e um novo ataque noturno usando veículos blindados de transporte Kangaroo. A operação Totalize começou na noite de 7/8 de agosto; a infantaria principal montou nos cangurus, guiados por dispositivos eletrônicos e iluminantes, contra a 12ª Divisão SS Panzer Hitlerjugend, que mantinha uma frente de 14 km (8,7 milhas), apoiada pelo 101º Batalhão SS Panzer Pesado e remanescentes da 89ª Divisão de Infantaria. O cume de Verrières e Cintheaux foram capturados em 9 de agosto, mas a velocidade do avanço foi reduzida pela resistência alemã e por algumas lideranças das unidades canadenses, o que levou a muitas baixas na 4ª Divisão Blindada Canadense e na 1ª Divisão Blindada Polonesa. Em 10 de agosto, as forças anglo-canadenses alcançaram a Colina 195, ao norte de Falaise. No dia seguinte, o comandante canadense Guy Simonds aliviou as divisões blindadas com as divisões de infantaria, encerrando a ofensiva.

## Prelúdio
Ainda esperando que Kluge retirasse suas forças do estreito laço aliado, Montgomery havia algum tempo planejando um "longo envolvimento", pelo qual britânicos e canadenses girariam à esquerda de Falaise em direção ao rio Sena, enquanto o Terceiro Exército dos EUA bloqueava a rota de fuga entre o Sena e o Loire, prendendo todas as forças alemãs sobreviventes no oeste da França. Numa conversa por telefone em 8 de agosto, o comandante supremo aliado, general Dwight D. Eisenhower, apresentou uma proposta americana para um envolvimento mais curto em Argentan. Montgomery e Patton tinham apreensões; se os aliados não conquistassem Argentan, Alençon e Falaise rapidamente, muitos alemães poderiam escapar. Acreditando que sempre poderia recorrer ao plano original, se necessário, Montgomery aceitou os desejos de Bradley como o homem no local, e a proposta foi adotada.